# Жыланбузган
Жыланбузган (каз. Жыланбұзған) — упразднённое село в Толебийском районе Туркестанской области Казахстана. В 2014 году включено в состав города Шымкент и исключено из учетных данных. Входило в состав Казгуртского сельского округа. Код КАТО — 515849400.

## Население
В 1999 году население села составляло 2088 человек (1025 мужчин и 1063 женщины). По данным переписи 2009 года, в селе проживало 2436 человек (1217 мужчин и 1219 женщин).